# 解州火神庙
解州火神庙位于中国山西省运城市盐湖区解州镇解州村五一路145号，毗邻解州关帝庙前，已列为盐湖区文物保护单位。

## 历史
解州火神庙创建于清嘉庆十五年，道光十三年扩建。

## 保护
解州火神庙已公布为县级运城市文物保护单位，古建筑类。